# Папа Марцелин
Свети Марцелин је био римски папа (296—304 ?) и претходник на престолу Папи Марцелију I. 
Па када га је цар Диоклецијан позвао и припретио му, он је принео жртву идолима, због чега му је цар поклонио скупоцену одећу. Међутим потом се Марцелин покајао, и почео плакати дан и ноћ због свог поступка. У то време одржавао се неки сабор епископа у Кампанији. Папа се обукао у врећу и посуо главу пепелом, па ушао на сабор и пред свима исповедио свој грех молећи да му суде. Оци су му рекли, да он сам себи суди. Тада је он рекао: лишавам себе свештеничког чина, кога нисам достојан; и још: нека ми се тело по смрти не погребе него баци псима! Када је то рекао изрекао је клетву на оног ко би се усудио да га сахрани. Потом је отишао цару Диоклецијану, бацио пред њега ону хаљину, исповеди веру у Христа и наружи идоле. Разјарен цар наредио је да га муче и потом убију ван града. Тело папино је лежало тридесет шест дана. У хришћанској традицији помиње се да се тада јавио свети Петар новом папи Марцелу, и наредио му да сахрани тело Марцелиново.
Српска православна црква слави га 7. јуна по црквеном, а 20. јуна по грегоријанском календару.